# Kotehalu, Honnali
Kotehalu là một làng thuộc tehsil Honnali, huyện Davanagere, bang Karnataka, Ấn Độ.